# Siarhei Viazovich
Pas d'image ? Cliquez ici
Siarhei Viazovich, né le 29 avril 1979 à Minsk, est un pilote de rallyes biélorusse, spécialiste de rallyes-raids en camions.

## Palmarès

### Résultats au Rallye Dakar
| Année | Categorie | Marque | Poste  | Position | Victoires d'etapes |
| ----- | --------- | ------ | ------ | -------- | ------------------ |
| 2013  | camion    |        | pilote | 27e      | -                  |
| 2014  | camion    | MAZ    | pilote | 11e      | -                  |
| 2015  | camion    | MAZ    | pilote | 34e      | -                  |
| 2016  | camion    | MAZ    | pilote | Abd.     | -                  |
| 2017  | camion    | MAZ    | pilote | 13e      | -                  |
| 2018  | camion    | MAZ    | pilote | 2e       | 1                  |
| 2019  | camion    | MAZ    | pilote | 6e       | -                  |
| 2020  | camion    | MAZ    | pilote | 3e       | 1                  |
| 2021  | camion    | MAZ    | pilote | 6e       | 2                  |